# Xysticus ninniii
Xysticus ninniii es una especie de araña cangrejo del género Xysticus, familia Thomisidae. Fue descrita científicamente por Thorell en 1872.

## Distribución geográfica
Habita en el Paleártico.